# Micrixalus thampii
Micrixalus thampii là một loài ếch trong họ Ranidae. Chúng là loài đặc hữu của Ấn Độ.
Môi trường sống tự nhiên của nó là các khu rừng đất thấp ẩm nhiệt đới hoặc cận nhiệt đới và sông.